# Kertamukti (Haurwangi)
Kertamukti is een bestuurslaag in het regentschap Cianjur van de provincie West-Java, Indonesië. Kertamukti telt 7124 inwoners (volkstelling 2010).